# GS Trophy
GS Trophy (del inglés Trofeo GS) es un evento internacional de motociclismo bienio organizado por la empresa BMW. Se inauguró en el año 2008 y convoca a usuarios de motos doble propósito de la línea GS de la marca alemana. Su última edición fue en 2020.
La competencia deportiva pondera principalmente las habilidades de los participantes sobre las motos, pero también desarrolla pruebas que no necesariamente involucren la conducción o la moto en sí mismas, como navegación, habilidades y destrezas mecánicas, pruebas físicas o canotaje, y algunas más que se van desarrollando en cada edición. 

BMW proporciona a los participantes todo el equipamiento necesario para la competencia, ropa, casco, carpas, etc., así como también la motocicleta especialmente preparada para el evento, la cual varía el modelo utilizado en cada evento. Para los eventos de 2008 a 2012 se realizó con la BMW F800 GS, para los del 2014 a 2018 ha sido la BMW R 1200 GS y para el evento de 2020 fue la nueva BMW F850 GS.

## Historia

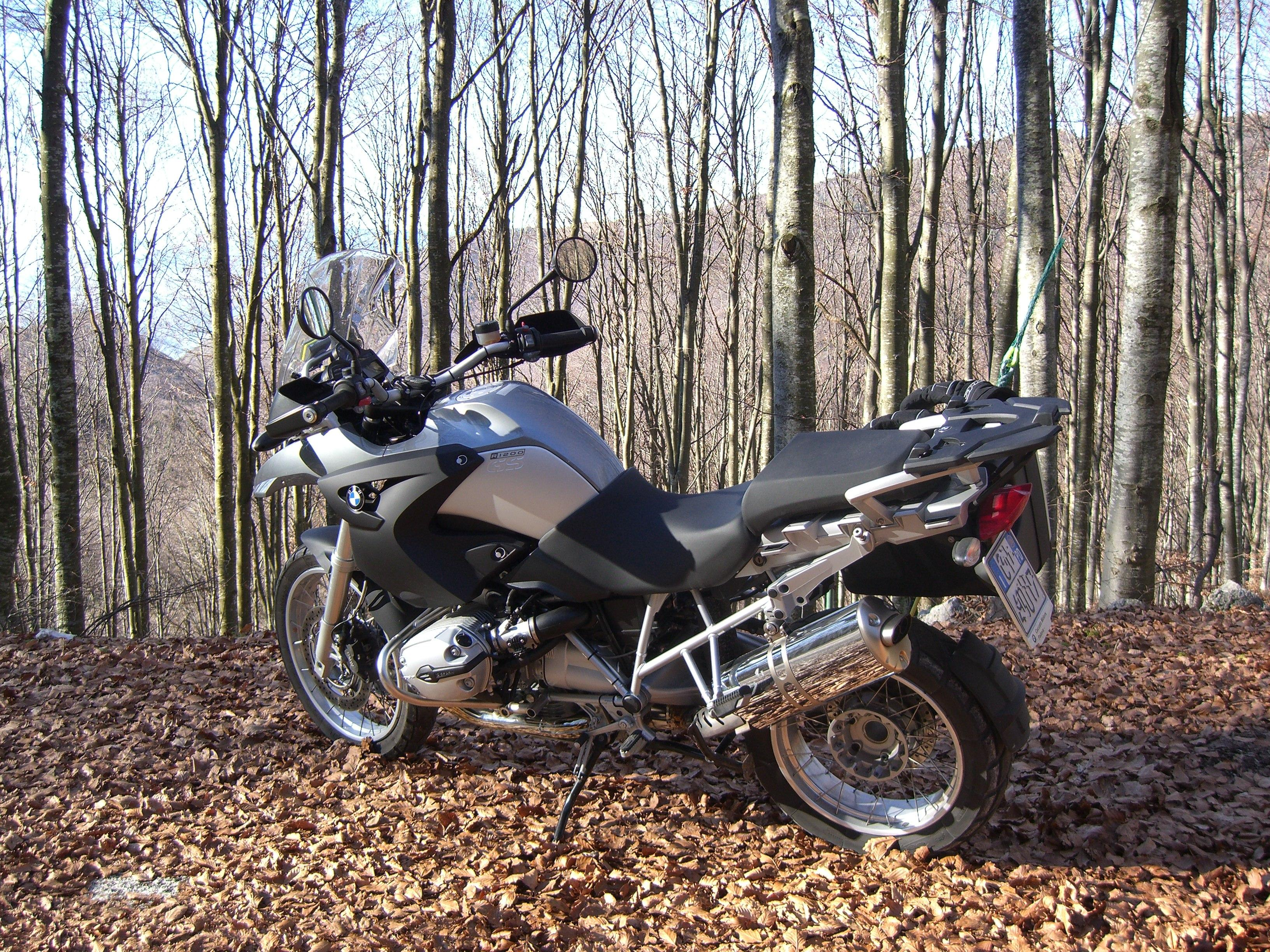
BMW-R1200-GS

Comenzó en el año 2008, la competencia fue por invitación y se desarrolló en Túnez. La siguiente edición desarrollada en 2010 contó con clasificación previa y se desarrolló en Sudáfrica. Para el año 2012 se seleccionó locaciones en dos países (Argentina y Chile) y fue llamada edición "Patagonia". En 2014 se desarrolló en Canadá llamada "Norteamérica", 2016 el lugar escogido fue Tailandia y en 2018 en Mongolia.
En la primera edición compitieron cinco equipos y en la edición de 2020 fueron 22 equipos.
A partir de 2016, se reserva un cupo exclusivo para un equipo femenino en los eventos y se permite los equipos mixtos, a partir de la edición de 2020 participaron dos equipos femeninos.

## Clasificación
El evento cuenta con un sistema de clasificación o eliminatorias regionales, las cual se desarrolla en diferentes países. Los participantes deben tener una motocicleta GS (sin distinguir modelo) y no se exige experiencia previa.
Los ganadores formaran un equipo en representación del país o pasan a forman equipos que representan regiones geográficas, como puede ser Latinoamérica, sudeste asiático, etc..

## Desarrollo

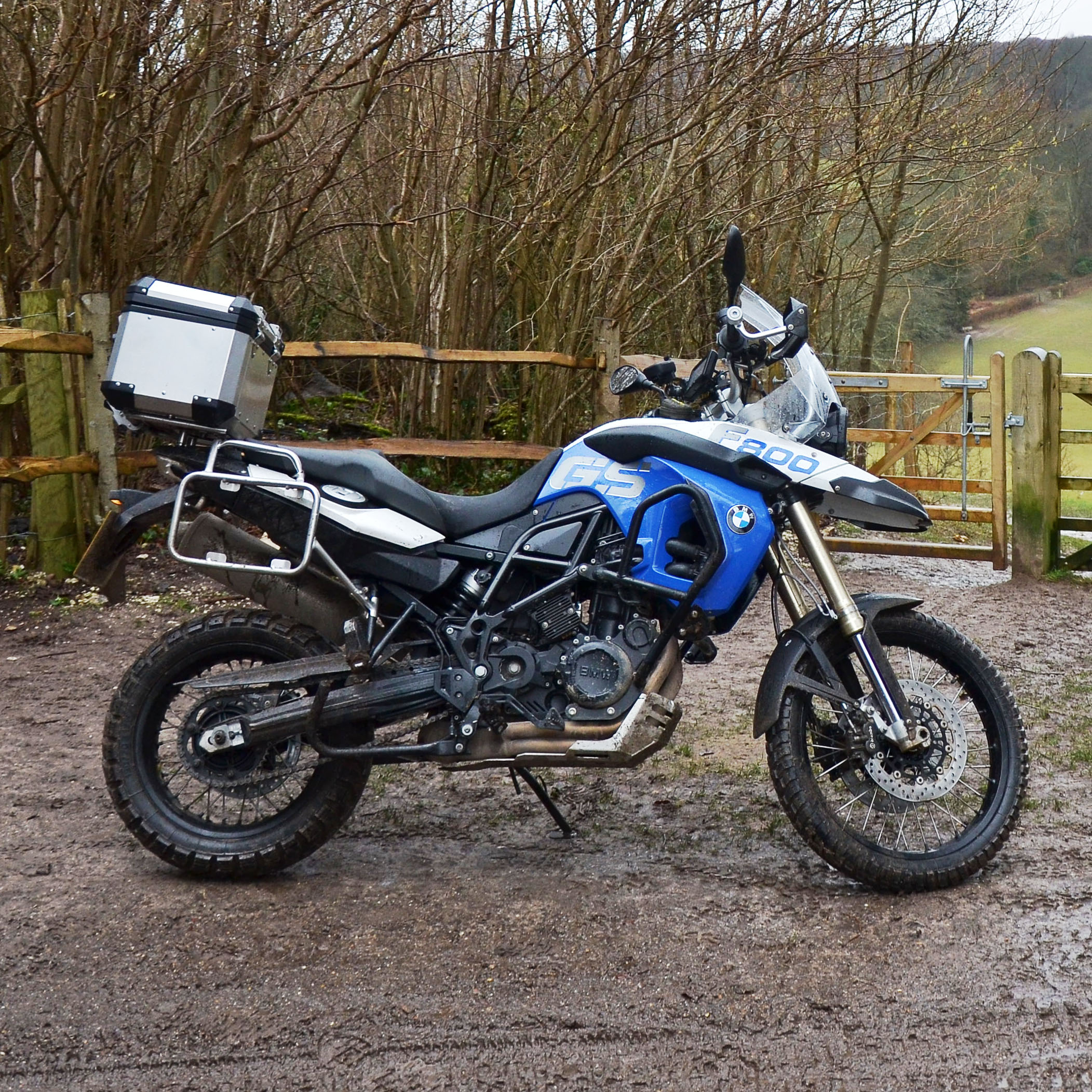
2012 F800GS Trophy

La organización de evento, y a cargo del director deportivo Tomm Wolf (desde 2010 a 2018) "Mr. GS Trophy",  es quien escoge la locación y la logística del evento, la duración ha variado a lo largo de las diferentes ediciones, pero en general son aproximadamente diez días.
Se trazan diferentes rutas y pruebas especiales las cuales los equipos deben cumplir para obtener la mayor cantidad de puntos. Estos se otorgan, según el tipo de prueba, si es por dificultad o por tiempo, y siempre ponderando el trabajo en equipo.
Los ganadores se llevan el trofeo GS Trophy.

## Ediciones
| Año  | Lugar                                     |                           |                |          |
| ---- | ----------------------------------------- | ------------------------- | -------------- | -------- |
| 2008 | Túnez                                     | Estados Unidos            | -              | -        |
| 2010 | Sudáfrica                                 | Reino Unido               | Sudáfrica      | Nórdico  |
| 2012 | Sudamérica (disputado en Argentina Chile) | Alemania                  | Francia        | Italia   |
| 2014 | Norteamérica (disputado en Canadá)        | Europa central y del este | Sudáfrica      | Francia  |
| 2016 | Tailandia                                 | Sudáfrica                 | Reino Unido    | Alemania |
| 2018 | Mongolia                                  | Sudáfrica                 | Estados Unidos | Francia  |
| 2020 | Nueva Zelanda                             | Sudáfrica                 | Francia        | Italia   |
| 2022 | Albania                                   |                           |                |          |

### Edición 2020
La edición de 2020 se realizó del 9 al 16 de febrero con la participación de 66 participantes agrupados en 22 equipos, dos de ellos femeninos. En esta edición la motocicleta utilizada fue la BMW F850 GS. Los equipos se formaron en rondas de clasificación por país o región y los mejores tres clasificados en cada evento local finalmente participaron en el GS Trophy 2020. 